# جورج إتش. كولين
جورج إتش. كولين هو سياسي أمريكي، ولد في 4 يونيو 1856 في يوركشاير في المملكة المتحدة، وتوفي في 1938 في سبوكين في الولايات المتحدة. انتخب عضو مجلس نواب واشنطن ‏.